# Commission consultative de protection de la vie privée
La Commission de la protection de la vie privée est l’autorité belge de protection des données à caractère personnel,. La commission a un pouvoir d'avis sur l’application des textes relatifs aux banques de données publiques dont le registre national eu égard à l'évolution et à la mise en œuvre des techniques de gestion automatisées de l'information. Elle est prévue par l'article 6 de l'arrêté royal n°141 créant une banque de données relatives aux membres du personnel du secteur public , du 30 décembre 1982 et l'article 12 de la loi du 8 août 1983. 
En 2018, La Commission de protection de la vie privée est devenu l’Autorité de protection des données (APD), dans le cadre de l’application de la directive européenne, le Règlement général sur la protection des données (RGPD).